# Here Come the Girls (film 1918)
Here Come the Girls è una comica muta del 1918 di Fred Hibbard con Harold Lloyd.

## Trama
Bebe ed un'amica vanno a comperare nuovi corsetti. Harold entra strisciando nel negozio di corsetti ed una cliente gli chiede di prenderle le misure: un lavoro delicato, e il giovane uomo impertinente improvvisamente diventa allegramente impacciato.